# Better in Time
Better in Time – czwarty utwór zawarty na debiutanckim albumie brytyjskiej piosenkarki Leony Lewis zatytułowanym Spirit. Piosenka została wydana 7 marca 2008 roku jako trzeci singel z krążka wraz z utworem „Footprints in the Sand” jako podwójny A-side. Będzie to drugi międzynarodowy singel artystki. Pierwszym był przebój „Bleeding Love”.

## Informacje ogólne
Singel został wydany 9 marca 2008 w Wielkiej Brytanii w formie downloadu, a niedługo potem na krążku wspomagając przy tym organizację Sport Relief. Utwór został także zremiksowany i wydany jako „single mix”. Dzień po wydaniu albumu piosenka zadebiutowała na liście iTunes Hot 100 na miejscu 15. „Better in Time” została piosenką tygodnia w stacji BBC Radio 2 poczynając od 11 lutego 2008.
Aby wypromować utwór, Lewis wykonała go na żywo w brytyjskiej edycji show Taniec z Gwiazdami 9 marca 2008. Wykonała także obie piosenki z krążka 14 marca dla BBC Sport Relief oraz 4 kwietnia w programie Good Morning America.

## Lista utworów
Singel CD
1. „Better in Time” (Single Mix) (J.R. Rotem, A. Martin) – 3:54
2. „Footprints in the Sand” (Single Mix) (R. Page, P. Magnusson, D. Kreuger, S. Cowell) – 3:58
3. „You Bring Me Down” (S. Remi, T. Jackson, L. Lewis) – 3:54

## Historia wydania
| Państwo           | Data             | Wytwórnia  | Format                      |
| ----------------- | ---------------- | ---------- | --------------------------- |
| Irlandia          | 7 marca 2008     | Syco Music | singel CD, digital download |
| Wielka Brytania   | 9 marca 2008     | Syco Music | digital download            |
| Wielka Brytania   | 10 marca 2008    | Syco Music | singel CD                   |
| Europa            | 11 kwietnia 2008 | Sony BMG   | singel CD, digital download |
| Australia         | 21 kwietnia 2008 | Sony BMG   | singel CD, digital download |
| Stany Zjednoczone | 17 czerwca 2008  | Sony BMG   | singel CD, digital download |